# QTV
QTV byl první testovací let rakety Little Joe II. Start se konal 28. srpna 1963 na White Sands Missile Range. Úkolem mise bylo ověřit funkčnost rakety, její kompatibilitu s kosmickou lodí Apollo a určit teploty a tlaky při počáteční fázi letu. Raketa nesla maketu kosmické lodi a únikového systému. Test byl úspěšný a raketa byla použita při dalších čtyřech startech.